# Городец (Ровненская область)
Городе́ц (укр. Городе́ць, ранее пол. Horodziec) — село Сарненском  районе Ровненской области Украины. Действует православная церковь. Рядом с селом протекает Горынь. Ближайшая железнодорожная станция находится в Антоновке.

## Персоналии
Родились
- 1838 — Тадеуш Ежи Стецкий, волынский краевед и писатель.
- 1905 — Авенир Коломиец, театральный режиссёр, журналист, поэт и прозаик.
- 1955 — Александр Моцик, чрезвычайный и полномочный посол Украины в США[1].